# Tháp Niedźwiadka

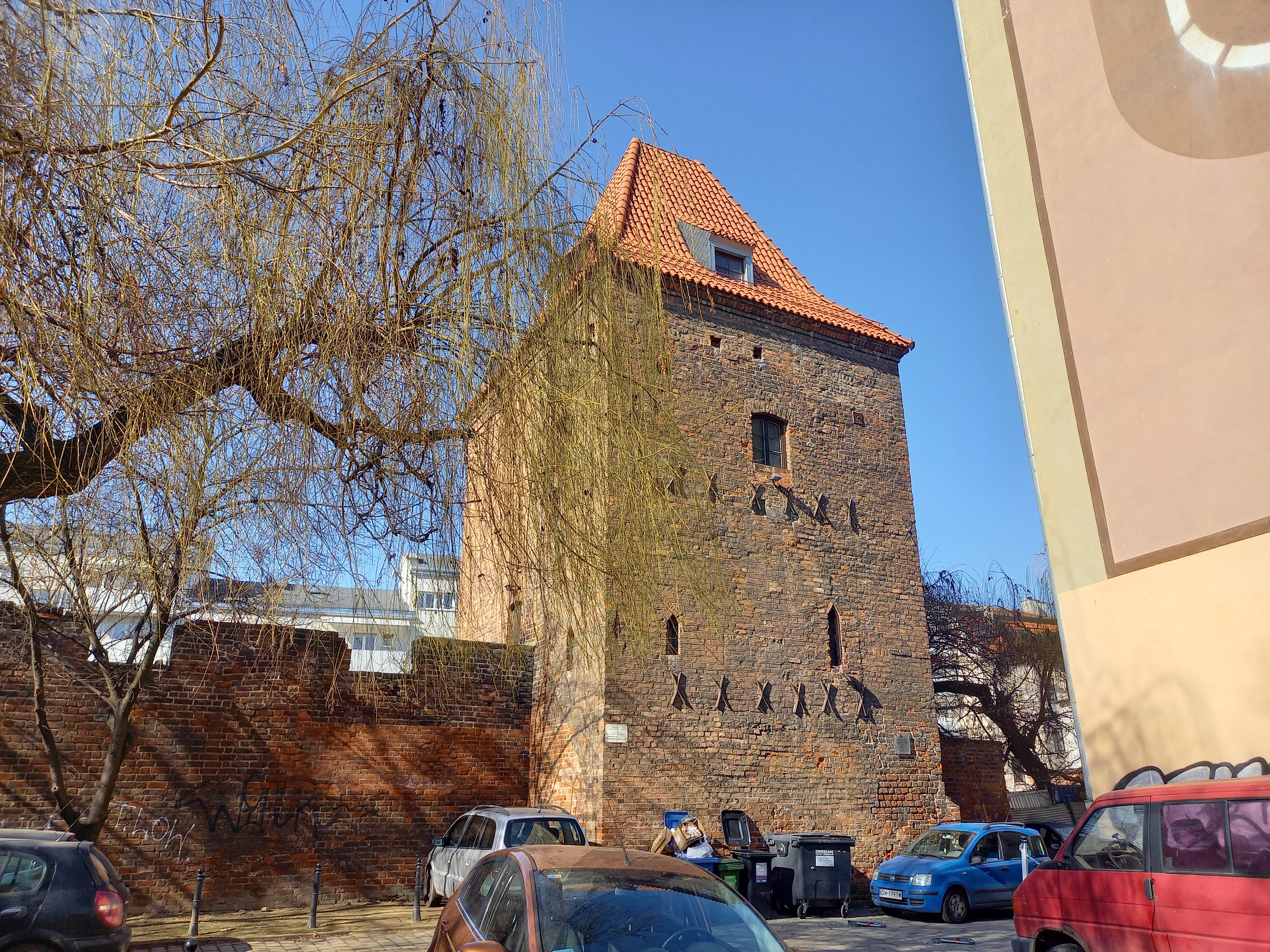
Tháp Niedźwiadka

Tháp Niedźwiadka là một tòa tháp thời trung cổ, một trong những hệ thống của bức tường phòng thủ của thành phố Wrocław, nằm giữa đường Piaskowa và Kraińskiego, ở phía sau Tòa nhà Targowa (trung tâm buôn bán).

## Lịch sử
Tòa tháp được xây dựng vào khoảng giữa thế 13. Tuy nhiên lúc này nó chỉ là một hình khối chữ nhật, có cửa sổ để quan sát. Tòa tháp nằm ở phía đông của hệ thống bảo vệ nội bộ, cho phép chống lại kẻ thù khi họ tiếp cận các bức tường. Vào thế kỷ 14, công trình đã được xây dựng thêm một tầng, trở thành một tòa tháp bốn mặt với những cửa sổ để quan sát và chống lại những kẻ thù có ý định tiếp cận. Vào thế kỷ 15 hoặc 16, tòa tháp được trang bị thêm một khẩu pháo.
Sau này, các hệ thống phòng thủ của thành phố đã được cải thiện bằng những bức tường chắc chắn và hiện đại hơn, và mở rộng phạm vi, nằm bao bên ngoài tòa tháp. Từ đó tháp Niedźwiadka đã mất đi ý nghĩa quân sự của nó, đến năm 1807 nó đã bị phá bỏ. Trong thế kỷ XIX và đầu thế kỷ XX, tòa tháp đã được khôi phục lại và tồn tại cho đến Thế chiến II. Trong cuộc bao vây Festung Breslau, tòa tháp đã bị phá hủy 75%, nhưng vào năm 1957–1958, nó đã được xây dựng lại theo thiết kế của kiến trúc sư Mirosław Przyłęcki. Trong lần tái thiết này, các kỹ sư đã tìm thấy một tác phẩm điêu khắc bằng đá của một con gấu, bức tượng được tìm thấy trong đống gạch vụn sau chiến tranh, từ đó tháp mang tên Tháp Niedźwiadka.